# Majornas Kinematograf
Majornas Kinematograf, biograf på Stigbergsgatan 9 i Göteborg, som öppnade 5 januari 1905 och stängde 1906. Ägare Gottfrid Smith. Stigbergsliden hette under en period Stigbergsgatan.